# Indice de răcire
Indicele de răcire (notat IR) reprezintă o măsură a temperaturii resimțite și depinde de temperatura aerului și de viteza vântului. Acest indice este o mărime adimensională, fiind exprimat în „unități”.
Formula de calcul a indicelui de răcire este următoarea:
{\displaystyle T_{wc}=13,12+0,6215\,T_{a}-11,37\,V^{0,16}+0,3965\,T_{a}V^{0,16}}
în care:
{\displaystyle T_{wc}} este indicele de răcire (wind chill), {\displaystyle T_{a}} este temperatura aerului, în °C, iar {\displaystyle V} este viteza vântului, în km/h.
Formula matematică a acestui indice a fost concepută pornind de la analiza modului în care, în situații de temperaturi scăzute și vânt intens, este distrus stratul termic protector existent în jurul corpului uman. Astfel, temperatura corpului devine mai apropiată de cea a aerului înconjurător, iar senzația de frig devine mai puternică.
Temperatura echivalată scăzută este temperatura exterioară a aerului corelată cu viteza vântului și exprimată printr-o mărime derivată, respectiv indicele de răcire. În acest context, temperaturi scăzute extreme sunt considerate temperaturile sub minus 20 °C sau când indicele de răcire scade sub pragul valoric de minus 32.